# Oyón-Oion
Pour les articles homonymes, voir Oyon.
Oyón en espagnol ou Oion en basque est une commune d'Alava, dans la communauté autonome du Pays basque en Espagne.

## Hameaux
La commune comprend les hameaux suivants :
- Barriobusto (Gorrebusto en basque), concejo ;
- Labraza, concejo ;
- Oyón-Oion, chef-lieu de la commune.